# Ingineria mediului
Ingineria mediului sau protecția mediului în industrie este o preocupare permanentă a inginerilor de azi, datorită condițiilor impuse de integrarea României în Uniunea Europeană.
Ea studiază tehnologii curate, adică tehnologii de prelucrare care să aibă un impact asupra mediului cât mai mic. De asemenea, analizează metode și elaborează metode noi de epurare. Prin acest proces de epurare, se dorește îndepărtarea efectelor negative pe care agenții poluanți, deja existenți în ecosistem, îl au asupra mediului. O altă componentă a acestui domeniu o constituie tehnologiile de filtrare, prin intermediul cărora se urmărește reducerea emisiilor de noxe prin așezarea unor elemente filtrante la capătul țevilor de evacuare.
Ingineria mediului nu se referă doar la protecția mediului înconjurător împotriva factorilor de poluare antropici, dar și de protecție a sănătății angajaților din mediul industrial. Ea trebuie să asigure condiții optime de muncă și expunerea angajaților din industrie la riscuri de alterare a sănătății cât mai mici.
Elementele specifice mediului sunt apa, aerul și solul, dar formele de poluare pot fi și de altă natură. Poluarea poate fi fonică, radiologică, electromagnetică etc.
Tot în cadrul ingineriei mediului o importanță deosebită o au sursele regenerabile de energie. Aceste surse de energie sunt considerate surse alternative de energie. Tehnologiile de obținere a energiei regenerabile folosesc fenomenul fotovoltaic, preia căldura de la sursele de apa termice (geizere), preiau energia curenților de aer (eoliană) sau a curenților marini (mareelor) dar este apreciată și cogenerarea prin utilizarea turbinelor cu gaze fierbinți.
Monitorizarea indicilor de poluare face parte tot din Ingineria mediului, aceasta noțiune fiind corelată cu analiza riscului de catastrofe și hazarde.
Ingineria mediului este o ramură a tehnologiei aplicate, integrată cu cunoștințe științifice care abordează probleme de conservare a energiei și mediului natural, de producție activă, de control al deșeurilor industriale și civile. De asemenea se preocupă de găsirea unor soluții plauzibile în domeniul sănătății publice, de promovare de legi care să asigure condiții sanitare rezonabile în zonele urbane, rurale, de agrement. Aceasta implică managementul apelor uzate, combaterea poluării aerului, controlul, reciclarea și eliminarea deșeurilor, protecția împotriva radiaților, igiena industrială, studii privind impactul asupra mediului al proiectelor de construcție propuse. Ingineria mediului a studiat efectul progresului tehnologic asupra mediului. Pentru a face acest lucru, s-au efectuat studii de gestionare a deșeurilor, pentru ca să se  evalueze gradul de importanță și de risc al problemelor constatate, pentru a consilia pentru tratare și izolare, și a dezvolta reglementări pentru prevenirea unor stări de criză.